# Dávid Ferenc (politikus, 1955)
Dávid Ferenc (Szolnok, 1955. május 8. –) magyar közgazdász, a VOSZ főtitkára (2006–2018), publicista, 2022-től a Demokratikus Koalíció országgyűlési képviselője.

## Életpályája
Dávid Ferenc az általános és a középiskolát is az ELTE Radnóti Miklós Gyakorlóiskolájában végezte el, majd 1979-ben a Marx Károly Közgazdaságtudományi Egyetem kereskedelmi karán diplomázott, 1988-ban szakközgazdász és doktori címet is szerzett. A budapesti Hermes ÁFÉSZ kereskedelmi-vendéglátó részlegénél helyezkedett el, majd öt évvel később a Szövetkezetek Országos Szövetségéhez, a SZÖVOSZ-hoz igazolt át. Több mint húsz évet dolgozott itt, amikor – 2005 őszén – Demján Sándor, a Vállalkozók és Munkáltatók Országos Szövetségének elnöke felkérte, hogy vállalja el a VOSZ főtitkári posztját. Dávid Ferenc 2006 február 1-je óta volt a Vállalkozók és Munkáltatók Országos Szövetsége (VOSZ) főtitkára. A tisztségre háromszor választották meg egyhangú szavazással. E posztjáról saját kezdeményezésére, közös megegyezéssel távozott 2018. szeptember 30-án. 2006. és 2019. között a Prima Primissima Alapítvány kuratóriumának tagja.
2019 novemberétől Dávid Ferenc a Demokratikus Koalíció (DK) gazdasági szakértője. (A pártba nem lépett be.)
A 2022-es parlamenti választáson képviselői mandátumot nyert, május 2. napjától az Országgyűlés Gazdasági Bizottságának alelnöke.

## Díjai, elismerései
A Magyar Köztársasági Arany Érdemkereszt és a Magyar Köztársasági Érdemrend Tisztikeresztjének kitüntetettje. A fogyasztási szövetkezeti (áfész) rendszerben végzett munkájáért Szövetkezeti Érdemérem, Szövetkezeti Érdemrend és Szövetkezetért Életút kitüntetésben részesült.

## Cikkei
Publicisztikái főleg a Népszavában és a Hirklikk.hu online felületen jelennek meg.